# 斯潘塞維爾 (新墨西哥州)
斯潘塞維爾（英語：Spencerville）是位於美國新墨西哥州聖胡安縣的普查規定居民點。

## 人口
根據2020年美國人口普查的數據，斯潘塞維爾的面積為13.74平方千米，當中陸地面積為13.61平方千米，而水域面積為0.13平方千米。當地共有人口1138人，而人口密度為每平方千米82.82人。